# Trachelyichthys decaradiatus
Trachelyichthys decaradiatus är en fiskart som beskrevs av Mees, 1974. Trachelyichthys decaradiatus ingår i släktet Trachelyichthys och familjen Auchenipteridae. Inga underarter finns listade i Catalogue of Life.